# Triana (banda)
Triana é um grupo musical da Espanha, sendo um dos mais influentes grupos espanhois na década de 70. Formado por Jesús de la Rosa (vocais e teclado), Eduardo Rodrígez (guitarra flamenca) e Juan José Palacius (bateria).

## História
Foram um dos grupos mais destacados no movimento "rock andaluz", que consistia na fusão do rock ao flamenco, típico gênero espanhol de música. O primeiro disco, El Pátio chegou em 1975, e até hoje é lembrado como o melhor da banda. Em seguida lançaram mais cinco discos aclamados pela crítica e que são consideradas obras primas do rock em espanhol.
O fim do grupo aconteceu em 1983, com a morte acidental do vocalista e compositor Jesús de la Rosa.

## Discografia
- 1975: El Patio
- 1977: Hijos del Agobio
- 1979: Sombra y Luz
- 1980: Un encuentro
- 1981: Un mal Suenho
- 1983: ...Llegó el día